# Trop c'est trop
Pour l'essai de Blaise Cendrars du même titre (1957), voir Blaise Cendrars.
Pour Trop, c'est trop ! (film américain de 2001), voir Trop, c'est trop ! (film).
Pour plus de détails, voir Fiche technique et Distribution.
Trop c'est trop est un film français de Didier Kaminka sorti en 1975.

## Synopsis
Trois hommes, nés le même jour, courtisent une jeune femme nommée Edina. Devant le désintérêt de cette dernière puis sa disparition, les amis s'obsèdent à la poursuivre, ce qui mènera à la perte de tous les personnages.

## Fiche technique
- Titre : Trop c'est trop
- Réalisation : Didier Kaminka, assisté de Pierre Beuchot
- Scénario : Didier Kaminka d'après sa pièce
- Photographie : Jean-Jacques Rochut
- Son : Pierre Lenoir
- Montage : Bob Wade
- Musique : Jean Bouchéty, Christian Chevallier
- Production : Jacques de Vidas, Claude Nouchy, Philippe Ogouz
- Sociétés de production : Félix Films, Prodis
- Société de distribution : Prodis
- Pays :  France
- Langue : français
- Format : couleur (Eastmancolor) - 35 mm - 1,66:1 - son mono
- Durée : 95 minutes
- Dates de sortie : France : 4 juin 1975
- Affiche : Clément Hurel (France)

## Distribution
- Georges Beller : Georges
- Philippe Ogouz : Henri
- Didier Kaminka : Didier
- Claude Jade : Patricia
- Chantal Goya : Carole
- Nicole Jamet : Nicole
- Claudia Wells : Édina
- José Luis de Vilallonga : le photographe
- Raymond Bussières : Monsieur Taxi
- Darry Cowl : Lucifer
- Marcel Dalio : Saint-Pierre
- Daniel Gélin : un flic
- Bernard Ménez : le curé
- Rufus : le gendarme
- Patrick Topaloff : le garçon d'étage
- Micha Bayard : la concierge
- Jean Carmet : le concierge
- Pierre Richard : Henri, un gendarme à la moto
- Les Charlots : les polytechniciens qui cherchent du travail
- Daniel Prévost : le barman
- Jacques Rouland : l'automobiliste
- Le Big Bazar (caméo)

## Commentaires
Le film n'est jamais sorti sur support physique et est aujourd'hui introuvable voire considéré comme perdu.

### Paronymie
- Les Municipaux, trop c'est trop film de "Les Chevaliers du fiel" (2018)